# Stereohypnum oxystegum
Stereohypnum oxystegum là một loài Rêu trong họ Hypnaceae. Loài này được (Spruce ex Mitt.) M. Fleisch. mô tả khoa học đầu tiên năm 1908.